# Barón Joseph Vialètes de Mortarieu
El Barón Joseph Vialètes de Mortarieu es un cuadro pintado en 1805 por Jean-Auguste-Dominique Ingres. El retrato forma parte de una serie que representa a personalidades de la ciudad de Montauban y conocidos del pintor. El modelo, elegido alcalde de Montauban el año de la realización del cuadro, pertenecía a una antigua familia de la ciudad, para la cual el padre de Ingres había trabajado. En 1820 Pierre-Joseph Vialètes de Mortarieu, fue junto con Jean-François Gilibert, el origen del encargo del gobierno El voto de Luis XIII. El cuadro forma parte de las colecciones del Museo Norton Simon.

## Descripción
El retrato se inscribe en un rectángulo vertical y presenta al barón Vialètes de Mortarieu, de busto y tres cuartos, mirando al espectador. Viste una chaqueta negra con las solapas levantadas, sobre las que asoman las del chaleco blanco, el mismo color que la corbata anudada de varias vueltas. Luce varias condecoraciones. La cara está enmarcada por el cabello corto y rizado. La figura se recorta sobre un fondo de cielo nuboso. El cuadro está firmado Ingres abajo a la izquierda. 

## Procedencia
Perteneció al retratado hasta su muerte en 1849, y después a sus herederos hasta 1905, año de la venta del cuadro a un comerciante de Biarritz. Vendido por Delas o Dufor-Quercy en Biarritz o Montauban en 1929. En una colección privada en 1956. El cuadro se encontraba en 1979 en la galería Schmit de París, fue vendido en 1981 a la Norton Simon Foundation (inventario F.1983.03.P)